# Steam Link
A Steam Link egy hardveres és szoftveres eszköz, amely a Steam szolgáltatás képének vezeték nélküli átsugárzását teszi lehetővé személyi számítógépről vagy Steam Machine-ról okostelefonra vagy televízióra. A Steam Link eredetileg egy hardver volt, amely a Steam Machine-nal egy időben, 2015 novemberében debütált. Három évig volt gyártásban, míg 2018 novemberében a szoftveres Steam Link kedvéért beszüntették a forgalmazását. Jelenleg a Steam Link egy szoftver, amit okostelefonokra illetve okostévékre lehet letölteni, emellett a Raspberry Pi mikroszámítógéppel ugyancsak használható.

## Működése
A Steam Link lényege, mind hardveres, mind szoftveres formájában az, hogy a Steamet futtató személyi számítógépről a képet és a hangot vezeték nélkül egy másik eszközre sugározza át. A hardver esetében ez a másik eszköz egy HDMI-kábellel csatlakoztatott TV, a szoftver esetében pedig a feltelepített programmal rendelkező mobileszköz. Mindkét esetben a Steam Link (vagy az azt futtató eszköz) képes arra, hogy hozzá párosított kontroller segítségével lehessen irányítani az azon látható tartalmat.
2019 márciusát megelőzően a Steam Linknek és a számítógépnek ugyanazon a hálózaton kellett lennie. Egy ekkor érkezett frissítés óta ez már nem követelmény (ez a Steam Link Anywhere szolgáltatás). Természetesen a sávszélesség és a távolságok miatti látencia nagymértékben befolyásolhatja a felhasználói élményt ilyen esetekben.

## Hardver
A Steam Link hardver egy kisméretű különálló eszköz, amely vezeték nélkül képes átsugározni tartalmakat a számítógép vagy Steam Machine és a hozzá csatlakoztatott televízió vagy kivetítő között, alapértelmezésben Steam Controller csatlakoztatásával. A készüléket három éven keresztül forgalmazta a Valve a Steam áruházában, majd 2018 novemberében kivezette, a fennmaradt eszközöket pedig dömpingáron értékesítette. Szoftverfrissítéseket a mai napig biztosít hozzá, alkalomszerűen.
A Steam Link specifikációja:
- Processzor: Marvell DE3005-A1
- Grafikus processzor: Vivante GC1000
- Full HD tartalmak streameléséhez optimalizált hardverkörnyezet
- Fast Ethernet port vezetékes internetkapcsolathoz 100 Mbps sebességig.
- Marvell Wi-Fi chip 88W8897, 802.11ac 2×2 (MIMO)
- 4 GB Flash memória (háttértár)
- 512 MB RAM
- Bluetooth 4.2, mely támogatja a High Speed (HS) és a Low Energy (LE) módokat
- NFC kapcsolódási képesség (gyárilag inaktív)
- HDMI kimenet
- 3 db USB 2.0 kimenet
- Az alábbi eszközök csatlakoztatásának támogatása: Steam Controller, DualShock 4, Xbox One/360 kontrollerek, Logitech Wireless Gamepad F710, billentyűzet, egér
- Tápkábel, gyárilag többféle, cserélhető dugaszolóval

A Steam Linken a Linux egy módosított verziója fut, mely a 3.8-as kernelen alapul. A szoftver könnyűszerrel módosítható, hogy az eszköz támogassa a Secure Shell (SSH) fájlátvitelt.
A Valve meghagyta a lehetőségét annak, hogy egy USB-eszköz használatával a Steam Linkre további szoftverek legyenek telepíthetők, melyek futattására az eszköz önállóan is képes. Egy pár ilyen program készült (Kodi médialejátszó, RetroArch játékemulátor, Doom, OpenTyrian), de ezeket a programokat a felhasználóknak önállóan kell felfedezniük és feltelepíteniük, miután a Valve nem biztosít támogatást ezekhez.
Bármelyik játék, amelyik elfut Steamen, továbbítható a Steam Link segítségével. Linux alól futattva windowsos játékok továbbítására is képes, illetve nem Steam-játékokéra is. A Steamet a Windows tálcájára helyezve az eszköz képes arra is, hogy a számítógépen látható tartalmat mutassa a TV képernyőjén.

## Szoftver
2018 májusában megjelent a Steam Link szoftver iOS-re és Androidra, ezek feltelepítése után a játékosok közvetlenül a mobileszközük kijelzőjére streamelhették a Steam-tartalmakat. Az Apple jogi problémákra hivatkozva kivette az App Store-ból a Steam Link alkalmazást, és csak 2019 májusában került oda vissza. A program elérhető Samsung okostévékhez is.
A Valve, némiképp hasonlóan a hardveres Steam Linkhez, elkészítette a szoftver Raspberry Pi 3 és 3B+ készülékekhez írt változatát. 

## Fordítás
- Ez a szócikk részben vagy egészben  a   Steam Link című angol Wikipédia-szócikk ezen változatának fordításán alapul.  Az eredeti cikk szerkesztőit annak laptörténete sorolja fel. Ez a jelzés csupán a megfogalmazás eredetét és a szerzői jogokat jelzi, nem szolgál a cikkben szereplő információk forrásmegjelöléseként.